# Казарян, Вартан Казарович
Вартан Казарович Казарян (арм. Վարդան Ղազարի Ղազարյան, 23 ноября 1958 — 19 мая 2021) — российский филолог, доцент, кандидат филологических наук, доцент кафедры ОСИЯ филологического факультета МГУ, доцент кафедры иранской филологии ИСАА МГУ.

## Публикации
- Казарян, Вартан Казарович Преобразование индоевропейских глагольных основ в армянском и индоиранских языках : Дис. … канд. филол. наук : 10.02.20 М., 1995
- В. К. Казарян. О некотором сходстве образования каузатива в армянском и тохарских языках.
- Сравнительно-историческое и общее языкознание: Сборник статей в честь 80-летия В. А. Кочергиной // Добросвет, 2004. ISBN 5-7913-0066-2
- Лингвистическая компаративистика в культурном и историческом аспекте: V международная научная конференция по сравнительно- историческому языкознанию, 31 января — 3 февраля 2006 г. Изд-во Московского университета (МГУ), 2006. ISBN 5-211-05210-2